# Cosmo Guastella
Cosmo Guastella (Misilmeri, 28 gennaio 1854 – Palermo, 11 settembre 1922) è stato un filosofo italiano.

## Biografia
Nato a Misilmeri, in provincia di Palermo, da Vincenzo farmacista e da Marianna Piazza, uno dei quattro figli della coppia, ancorché di famiglia borghese non ebbe un'infanzia agiata e studiò con l'ausilio di borse di studio fino a laurearsi in giurisprudenza, presso l'Università di Palermo, nel luglio 1878. È ritenuto il capostipite del fenomenismo. Insegnò per poco tempo al liceo Garibaldi di Palermo e poi ad Acireale. Fu professore di filosofia morale e tenne la cattedra di filosofia teoretica all'Università di Palermo.
Scrisse, tra le altre opere, Saggi sulla teoria della conoscenza, tre volumi, (1877-1905), Filosofia della metafisica, due volumi, (1905) e Le ragioni del fenomenismo, tre volumi, (1921-1922).
Collaboratore di Giuseppe Amato Pojero, partecipò fin dalla fondazione alla vita della Biblioteca filosofica. Ebbe rapporti con Franz Brentano (1838-1917), filosofo, psicologo ed ex sacerdote tedesco. La sua dottrina sul fenomenismo è molto diffusa ed apprezzata anche in Germania.
Una scuola secondaria di primo grado, nel comune natale, porta il suo nome .